# Pseudosinella arretzi
Pseudosinella arretzi is een springstaartensoort uit de familie van de Entomobryidae. De wetenschappelijke naam van de soort is voor het eerst geldig gepubliceerd in 1980 door Simon.